# Meldert (Kelet-Flandria)
Meldert belga település a flandriai Kelet-Flandria tartományban, Aalst körzetben található, közigazgatásilag Aalst (Kelet-Flandria) városának része. A település területe 8,82 km², lakossága kb. 2800 fő. A szomszédos Baardegem, Herdersem és Moorsel településekkel együtt a „Faluintjesgemeenten” faluszövetség és hagyományőrző testület tagja.

## Története
A település nevét először 1151-benm jegyezték fel, amikor megegyezés született az affligemi apátság (a környék legnagyobb földbirtokosa) és Bernerus van Moorsel között, aki a szomszédos Moorsel település hűbérura volt. A név eredete vagy jelentése nem ismert, elképzelhető, hogy egy helyben termesztett növényre utal (melde vagy milde), vagyis a település neve arra a helyre utal, ahol ezt a növényt termesztették.
A falu a középkorban az assei bárók birtoka volt, és így a Brabanti Hercegség része volt. Bár a szomszédos Moorsel és Wieze falvak urai is kiterjed birtokokkal rendelkeztek a falu környékén, a környék legnagyobb földbirtokosa az affligemi apátság volt, illetve a vorsti kolostornak is voltak itt birtokai. 1259-ig Meldert és Baardegem egy parókiához tartoztak. Az affligemi apátság épületei a faluban még ma is láthatók, ezek a Hof te Mutsereel és a Hof te Putte.
A falu környékén kiváló minőségű homokkövet bányásztak, amit Herdersemen keresztül a Dender-folyóhoz továbbítottak és onnan egész Európába szállították. Csakúgy mint a környező települések, Meldert is számos alkalommal elfoglalták és leégették a 14., 16., 17. és 18. század során.
A falu egészen 1977-ig önálló önkormányzattal rendelkezett, amikor összevonták Aalst városával. 1986-ban a három szomszédos faluval együtt megalakították a „Faluintjesgemeenten” faluszövetséget.
A falunak tulajdonképpen két címere van, a bal oldali ezüst alapon fekete oroszlánt ábrázol, vörös karmokkal és nyelvvel. A bal oldali címerpajzs két részre van felosztva, a bal oldali mező arany alapon vörös oroszlánt ábrázol, amelyet egy liliomokkal díszített csak vesz körbe, a jobb oldali vörös alapon ezüst, lefelé mutató kardot és két, keresztbe helyezett kulcsot.

## Látnivalók
A négy falu közül Meldert a legzöldebb és a legvidékiesebb jellegű. A falu mai területének kb. egyharmada egészen a 18. századig erdőség volt, és az erdők maradéka még ma is létezik, Kravaalbos() néven.
Az Asse-Aalst régióban a falu volt a komlótermelés központja és ezzel érdemelte ki a „Klein Poperinge” becenevet.
A „Meldert-vijver” tó az affligemi apátok által létrehozott nagy tavak maradványa, amelyeket haltenyésztésre, illetve a helyi vízimalmok víztározóinak használtak. A tó partján található 16. századi Mooie Molen (Szép-malom) emlékeztet erre az időszakra.
A falu legjelentősebb látványosságai a 14. sz.-i, helyi homokkőből épült Sint-Walburgakerk() (benne a Van Peteghem által készített orgona) és a körülötte található templomkert, a parókia épület, a 16. sz.-i Sint-Rochuskapel(), számos országúti kápolna, illetve a 17. századi Hof te Mutsereel() és a Hof te Putte.

### A komlótermesztés

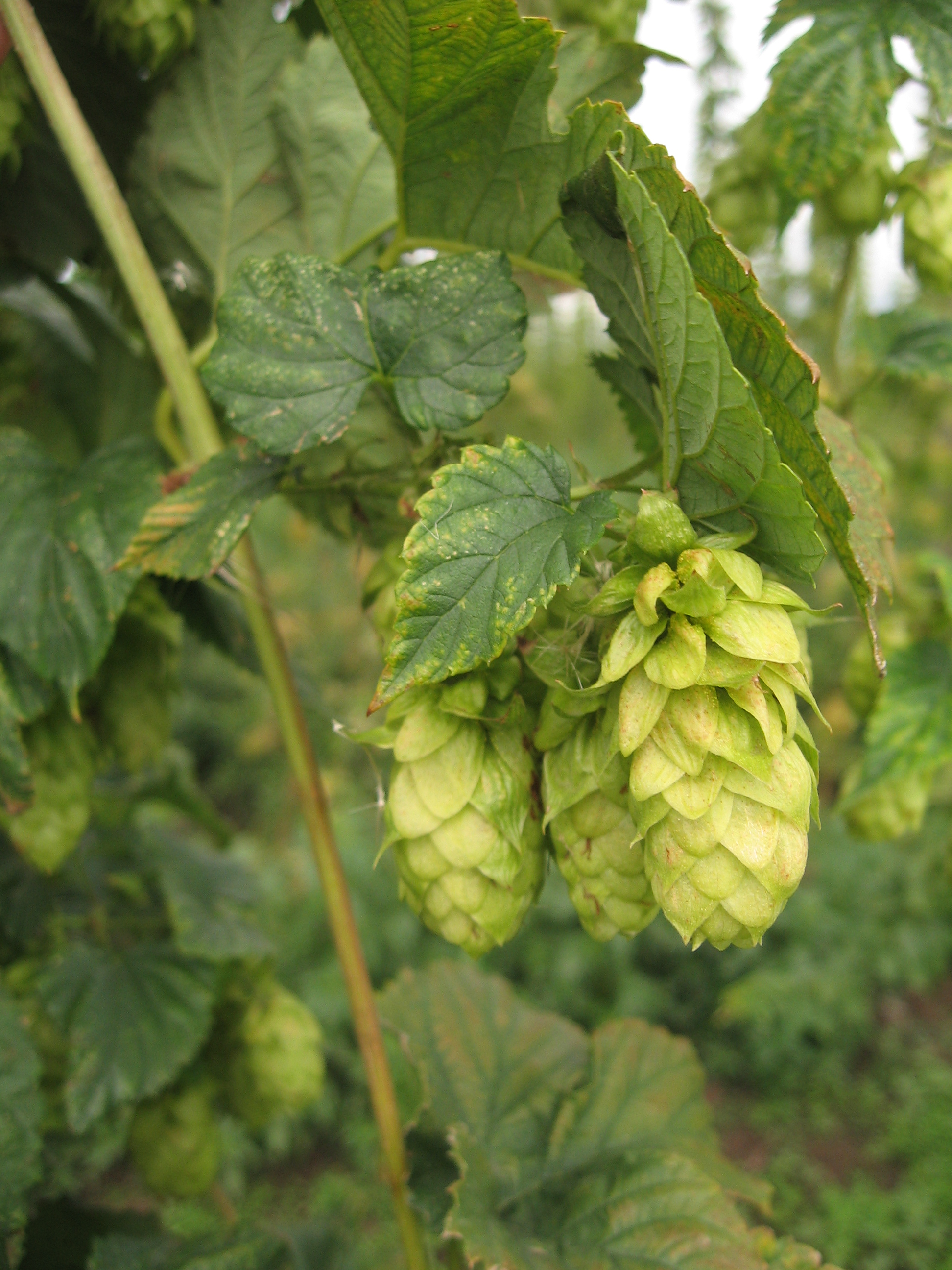
A komló tobozkái

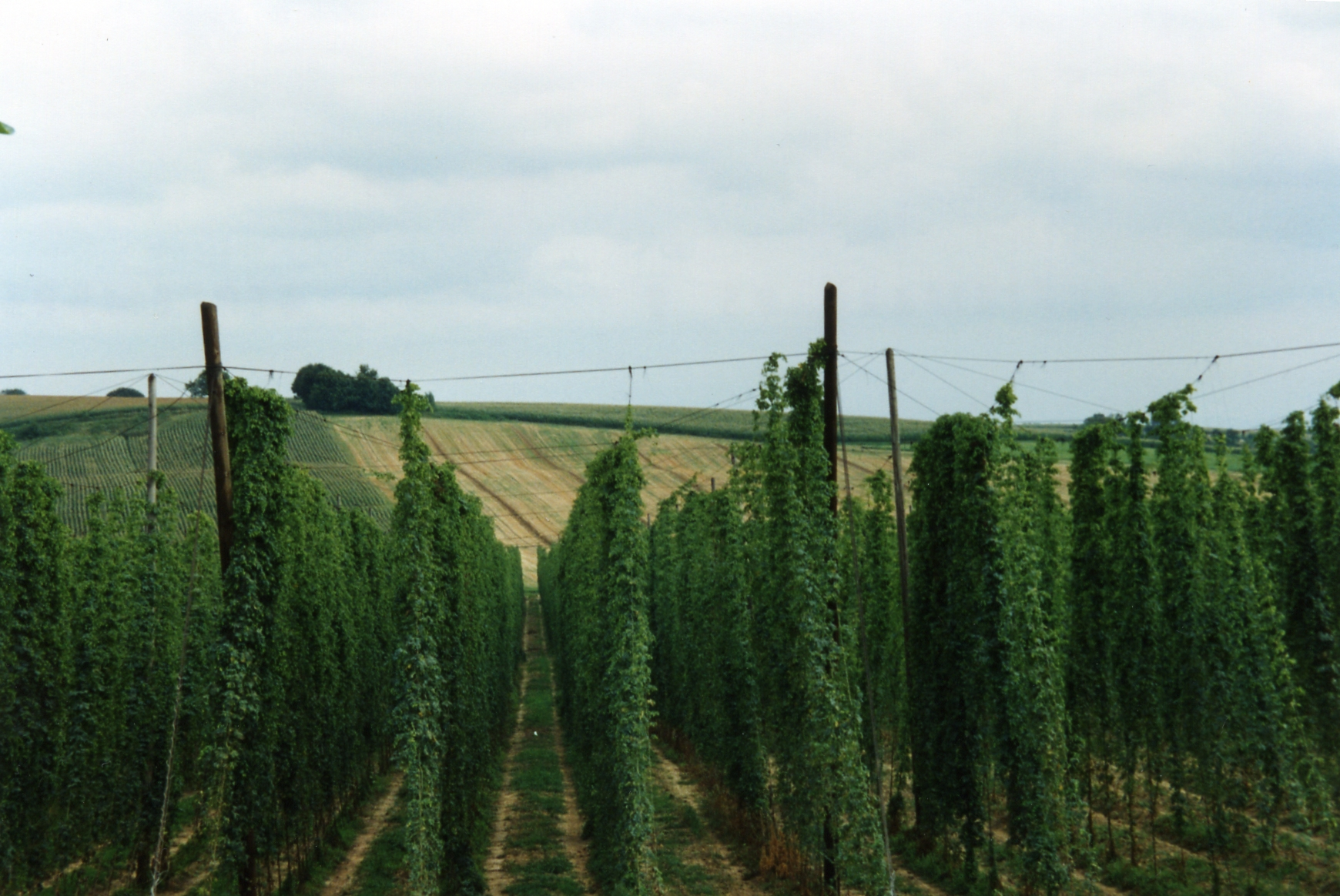
Komlóültetvény

Az első komlókertek() kialakításának ideje nem ismert, de már a 16. században „komlóvidék” néven ismerték Meldertet. A komlóművelést az affligemi apátság bencés szerzetesei honosították meg a környéken, hogy felhasználásával jobban tárolhatóvá tegyék és ízesítsék sörüket. Flandriában a komló termesztése a 8. sz.-ban kezdődött és 1516-ban a közeli Aalst városában alakult meg a komlókereskedők céhe (Gilde van Hophandelaars), amit csak a 19. sz.-ban oszlattak fel.
A céh elsődleges feladata a komlópiacon kialakuló szabálytalanságok, visszaélések megelőzése, felkutatása és büntetése volt, amelyek már a flamand komló hírnevét fenyegették. A kialakuló szabályozás elősegítette a termelést és a 17. sz.-ban az Aalst környéki termelők állították elő Európa összes komlójának felét. A céh elérte, hogy 1719-ben VI. Károly német-római császár rendeletet adott ki a komlóhamisítás ellen, amit 1767-ben Mária Terézia megerősített: ettől fogva csakis a termelő védjegyével ellátott komlót lehetett forgalomba hozni.
Míg a 16. sz.-ig minden sörfőzde jószerivel maga állította elő a termeléshez szükséges komlót, később már megjelentek az egyre növekvő piacot kiszolgáló termelők. A komló iránti keresletet fokozta a városi népesség növekedése, akik egyre több és több sört fogyasztottak (a Németalföld némileg a szőlő termőterületének északi határa felett fekszik, ezért bor csak külföldről lehetett behozni). Komlópiacok alakultak ki Antwerpen, Ninove, Oudenaarde és feltehetően Brüsszel városában is, de a 18. sz.-ra a komlópiac meghatározó szereplője az Aalst városában tartott piac lett.
A 19. sz. végéig az itt termesztett és forgalmazott komló legnagyobb felvevője a német piac volt, ezért a napóleoni háborúk különösen nagy törést jelentettek a flamand termelőknek. Az így keletkezett piaci résbe ekkor törtek be az amerikai termelők.
1907-ben a melderti termelő, Karel Lodewijk Baert, a bajor származású affligemi apát, Godehardus Heigl segítségével egy különösen nagy hozamú fajtát, a Hallertau komlót honosította meg. A Hallertau aromás, fűszeres komló, hasonlóan a Saaz és Goldings fajtákhoz, ellentétben a kesernyés ízű komlókkal, mint például a Brewers Gold, Northern Brewer és a Record.
Ennek ellenére a komlótermelés a 19. sz. vége óta folyamatos hanyatlásban van. 1880-ban Asse-Aalst környékén 2594 hektáron folyt a komló termesztése, amely a belga termés 62%-át adta. 1937-ben 933 termelő csak 280 hektár területen gazdálkodott, míg 1980-ban már csak 65 termelő 181 hektáron termelt. 1961-ben a térségben megalakították az ASCOHOP termelőszövetkezetet, amely a termelés összehangolásával, marketinggel és hosszú távú, garantál árral próbálta a hanyatlást megállítani. A szövetkezet 1979-ben szűnt meg és ma már csak 2 aktív termelő találhat Meldert faluban, míg egy harmadik Erembodegemben működik.
A VVV De Faluintjes hagyományőrző egyesület 2002 óta minden évben komlófesztivált rendez, amelyen többek között komlóval ízesített ételeket szolgálnak fel, emellett piacra bocsátottak komlópálinkát is. A baardegemi sörkóstoló egylet (Baardegemse Objectieve Bierproevers) 2001-ben komlótörténeti kerékpár túrát szervezet, amely érintette a komló termelésével és feldolgozásával() kapcsolatos legfontosabb helyszíneket. A De Faluintjes emellett a komlóhoz kapcsolódó dokumentumokat és kulturális emlékeket gyűjtötte össze.

### A melderti homokkő

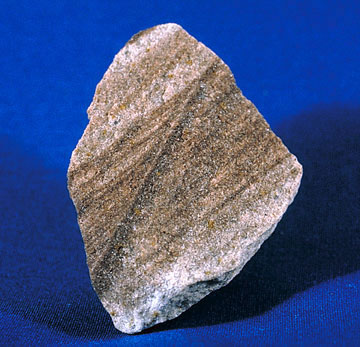
Kvarcszemcsés homokkő-darab

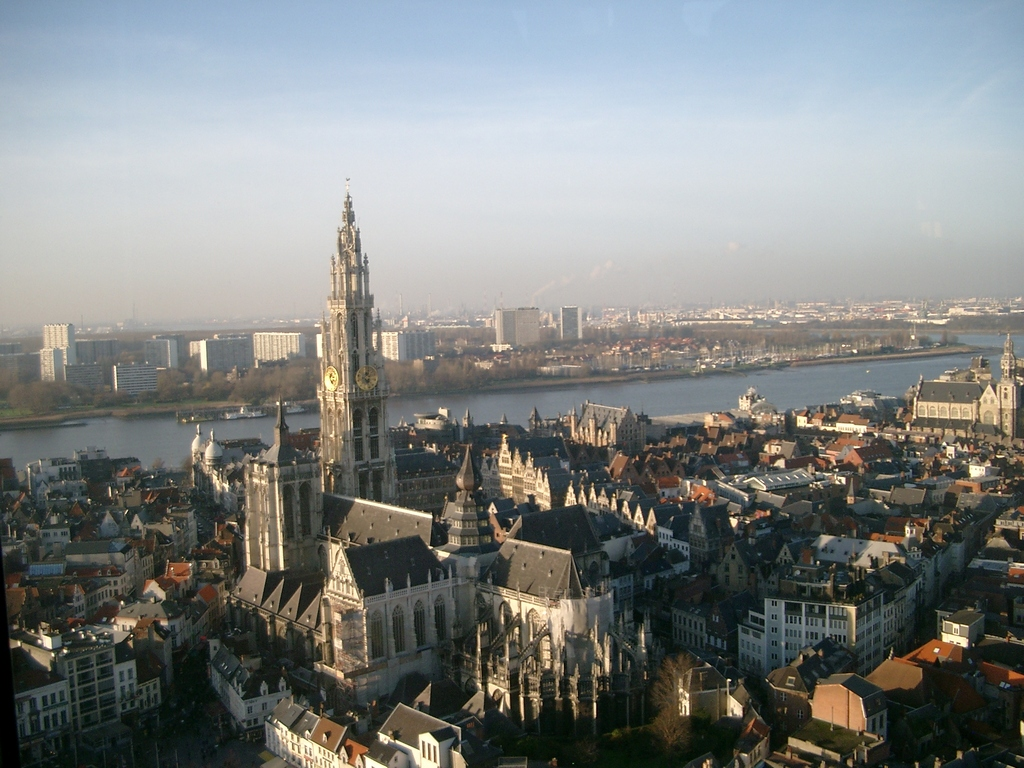
Az antwerpeni Onze-Lieve-Vrouwkathedraal katedrális is melderti homokkőből készült

Az affligemi apátság egyik legjelentősebb teljesítménye volt a Meldert környékén, a Kravaalbos erdő mellett található homokkő-bánya() kialakítása és üzemeltetése volt. A kőfejtő révén a korábbi szegény falu pár évszázadra a középkori ipar és kereskedelem egyik jelentős központja lett. Dom Odo Cambier affligemi apát írta 1651-ben, hogy a környékbeli homokkő annyira keresett, hogy Mechelen és Antwerpen nagy része is ebből készült. A kőfejtőben alkalmazott munkások és kőfaragók ugyan sátorban laktak, de számuk révén Meldert városi rangot kaphatott volna. A falu igyekezett egy rendszeres piacot kialakítani, ahol a kő eladói és vevői szabadon találkozhattak volna, amit az aalsti és brüsszeli konkurensek minden erejükkel igyekeztek megakadályozni.
A kő kitermelése már a 12. sz.-ban elkezdődött. Bernerus van Moorsel helyi földesúr 1151-ben kiadott oklevele megerősíti jogait a föld feletti ingatlanokra és a kő kitermelési jogát az affligemi szerzeteseknek adta. A kő kitermelése akkor még úgy folyt, hogy lóval kiemelték a homokkő-tömböket a földből és egy közeli műhelyhez vontatták ezeket, ahol nagyjából formára faragták. Ekkor a kő még könnyen megmunkálható volt, keménységét csak akkor nyerte el, miután hosszabb ideig a levegővel érintkezett. A legtöbb kőfejtő és műhely a „Kravaalbos” környékén volt, amelynek neve a „car” és „val” szavakból ered, ami követ, illetve völgyet jelent. A kőfaragók nagy része Vallóniából érkezett és a „Huizekensnek” nevezett negyedben lakott, amely ma is megtalálható.
A kitermelés és előzetes feldolgozás után a követ a Putstraaton, majd a Dorpsdriesen keresztül a Dender-folyó mellett fekvő Herdersembe szállították, ahol bárkára rakták. A hazai felhasználás mellett Németországba és Franciaországba is szállították. A hajózás fontosságát mutatja, hogy a köveket szállító bárkáknak nem kellett vámot fizetni a Hont-folyón (Westerschelde) 1283-1285 között, 1247-ben pedig a német Diederik van Kleef gróf saját birtokán szabad áthaladást biztosított az affligemi köveket szállító bárkáknak.
A 14. század során a kitermelést hátrányosan érintették a környéken dúló háborúk, de a 15. sz.-ban ismét fellendült. 1456-tól az apátság magántársaságoknak adta el a kőfejtő üzemeltetési jogát. A 17. sz.-ra szinte teljesen megszűnt a kitermelés, mert a környék kőfejtői lényegében kimerültek, és egy, a 18. sz. végén a kitermelés felújítására tett utolsó kísérletnek a francia forradalom vetett véget.
A helyi kőből számos környékbeli és távoli városokban található épületet emeltek, mint például a Sint-Martinuskerk Aalstban, az Onze-Lieve-Vrouwkathedraal Antwerpenben, a Finisterraekerk Brüsszelben (Nieuwstraat), a St.-Pieterskerk Leuvenben, illetve számos más templom Kasselben, Amiens-ben, Amsterdamban stb.
A helyi homokkő kb. 40 millió évvel ezelőtt keletkezett, amikor az eocén kor során itt húzódott a tengerpart. A kőben számos fosszilis maradvány található, elsősorban primitív kagylók maradványai(). A tenger visszahúzódása után a kalciumvegyületekkel telített talajvíz átitatta és egymáshoz rögzítette a homokszemcséket. Emiatt könnyen faragható volt, de nagy hátránya, hogy az időjárás és különösen a levegőszennyezés hatásának nem tud ellenállni, ezért időről időre újra kellett faragni. A modern építőanyagok elterjedése aztán véget vetett a homokkő jelentőségének.
1978-ban a faluban emlékművet állítottak fel a helyi homokkőtermelés emlékére(), amely egy kb. 4 méter magas, 4 tonnás kőtömb, amelyből egy méter a föld felszíne alatt található. Tisztán láthatók benne a valaha élt tengeri élőlények maradványai.